# Sarcophrynium prionogonium
Sarcophrynium prionogonium là một loài thực vật có hoa trong họ Marantaceae. Loài này được (K.Schum.) K.Schum. miêu tả khoa học đầu tiên năm 1902.